# Jaime Salinas Bonmatí
Jaime Salinas Bonmatí (El Harrach, Argelia, 28 de junio de 1925 - Grindavik, Islandia, 24 de enero de 2011) fue un editor y escritor español.

## Vida
Fue hijo del poeta Pedro Salinas y de Margarita Bonmatí. Siendo todavía niño compartió el exilio familiar al que marchó su padre al estallar de la Guerra civil española y establecerse en Estados Unidos, de donde el poeta ya no volvería a España por su rechazo de la dictadura franquista. Las relaciones de Jaime con su padre fueron siempre tensas. Durante la Segunda Guerra Mundial participó como voluntario en el cuerpo de ambulancias estadounidense, American Field Service.
Regresó a España cuando trabajaba para una empresa francesa de consultoría en la década de 1950, y su encuentro con el editor y escritor Carlos Barral marcó su futuro. Comenzó a trabajar en la editorial Seix Barral, y fue el impulsor de los Premios Internacionales de Edición y el Premio Formentor para autores noveles. 
En la década de 1960 transformó Alianza, tras convencer a José Ortega Spottorno de reformar profundamente la distribuidora, convirtiéndola en una de las editoriales más importantes de España, gracias a las ediciones de libros de bolsillo. Años más tarde, en Alfaguara, dio otro giro importante a las estrategias editoriales al trabajar bajo la perspectiva de la adquisición de los derechos de publicación de todas o varias de las obras de un mismo autor.
Durante la década de 1980, fue director general del Libro y Bibliotecas siendo ministro de Cultura Javier Solana, en el primer gabinete de Felipe González. De este cargo dimitió en 1985. Volvió al grupo Alfaguara y fue nombrado director de la editorial Aguilar; por razones de salud se vio obligado a jubilarse en 1991. Sobre su figura destacó Alberto Oliart:

Jaime Salinas trajo a España la idea de la biblioteca breve y ediciones de bolsillo. Ha sido un organizador permanente de ideas geniales. Formó parte de un grupo brillante, en el que estaban Castellet, José Agustín Goytisolo, Barral y Ferrater. Y actuaban así, en grupo, con reuniones que duraban hasta el amanecer. Él era una parte de ese grupo, pero era el organizador.

Políglota, hablaba perfectamente el español, francés e inglés.
Era homosexual, pero no quiso en vida que esta información trascendiera más allá de su círculo privado. Alguna de sus parejas aparece citada en poemas de Jaime Gil de Biedma y Carlos Barral con el nombre de «Han de Islandia», que es el título de la primera novela de Victor Hugo. Una de sus parejas fue el escritor y traductor islandés Gudbergur Bergsson.

## Obras

### Memorias
- Travesías. Memorias (1925-1955) (Barcelona: Tusquets, 2003), Premio Comillas
- El oficio de editor (Madrid: Alfaguara, 2013)
- Cuando editar era una fiesta. Correspondencia privada. Edición de Enric Bou. Barcelona: Tusquets, 2020.